# Enicospilus aschitus
Enicospilus aschitus là một loài tò vò trong họ Ichneumonidae.